# A kocka el van vetve (album)
A kocka el van vetve az Éva-Neoton 1991-es stúdióalbuma. CD-n nem jelent meg.

## Megjelenések
| Ország       | Formátum | Sorszám    | Kiadó | Év   |
| ------------ | -------- | ---------- | ----- | ---- |
| Magyarország | LP       | SLPM 37542 | Mega  | 1991 |
| Magyarország | MC       | MK 37542   | Mega  | 1991 |

- Várd ki a végét
- A kocka el van vetve
- Eduardo
- Zavaros idők
- Jöjj velem
- Csillagfény
- Nostradamus
- Írj egy dalt nekem
- A mérleg jegyében
- Fő a fejem
- Nélküled

## Külső hivatkozások
- Neoton familia – A kocka el van vetve. YouTube